# 讨厌你的方法
《討厭你的方法》（韓語：너를 싫어하는 방법），為韓國2019年網路劇或獨幕劇。該劇改編自網絡人氣同名漫畫，講述為擺脫當前的局面而開始假裝談戀愛的大學新生們展開的青春浪漫故事。該劇率先於2019年3月28日在Olleh TV首播，接著於2019年4月1至2日以獨幕劇方式在JTBC4播出。

## 演員陣容
| 演員   | 角色   | 介紹 |
| 羅渽民 | 韓大江 | 漫畫動畫系學生。一直暗戀在入學考試時幫助過自己的吳米莉。為幫助吳米莉擺脫尷尬，假裝與其交往，後向吳米莉告白並收穫愛情。                                 |
| 金智仁 | 吳米莉 | 漫畫動畫系學生。在打工的咖啡廳遇見高恩泰，怎料得知他是自己閨蜜李多順的男朋友。為擺脫尷尬與韓大江假裝交往，後發現自己真正喜歡的是一直陪伴身邊的韓大江。 |
| 金智恩 | 李多順 | 吳米莉的閨蜜、高恩泰的女朋友。 |
| 李鍾元 | 高恩泰 | 李多順的男朋友。 |

## 原聲帶
| 曲序 | 曲目                    | 演唱            | 时长 |
| ---- | ----------------------- | --------------- | ---- |
| 1.   | All Day                 | Hozee、Jayscool | 2:52 |
| 2.   | 뒤돌아보니              | BenAddict       | 3:51 |
| 3.   | 하루                    | 최솔지          | 3:34 |
| 4.   | 서로에서 우리로         | 손수민          | 3:11 |
| 5.   | Now Here (Inst.)        | 정재훈          | 2:25 |
| 6.   | All Day (Inst.)         | Hozee、Jayscool | 2:52 |
| 7.   | 뒤돌아보니              | BenAddict       | 3:51 |
| 8.   | 하루                    | 최솔지          | 3:34 |
| 9.   | All Day (Piano Ver.)    | Hozee、Jayscool | 2:09 |
| 10.  | 뒤돌아보니 (Piano Ver.) | BenAddict       | 3:51 |

## 獲獎列表
| 年度   | 頒獎典禮     | 獎項       | 入圍者           | 結果 |
| 2020年 | 首爾網絡劇節 | 最佳攝影   | 《討厭你的方法》 | 提名 |
| 2020年 | 首爾網絡劇節 | 最佳戲劇   | 《討厭你的方法》 | 提名 |
| 2020年 | 首爾網絡劇節 | 最佳男演員 | 羅渽民           | 獲獎 |

## 外部連結
- 韓國JTBC官方網站（页面存档备份，存于）
- 討厭你的方法（页面存档备份，存于） YouTube 